# Hold You Down (singel Jennifer Lopez)
Hold You Down – drugi i ostatni singel promujący czwarty album studyjny Jennifer Lopez – Rebirth. Został wydany w 2005 roku. W nagraniu singla uczestniczył Fat Joe. Piosenka znalazła się na 64. pozycji U.S. „Billboard” Hot 100, i na szóstej pozycji w Wielkiej Brytanii. Singel zawiera elementy piosenki Shirley Murdock „As We Lay” z 1984 roku.
Utwór został wyprodukowany przez Cory’ego Rooneya, który od dawna pracował z Lopez. „Hold You Down” nie było takim hitem, jak „Get Right”, jednak wielu ludzi obwinia wybór „Hold You Down” jako singla, ze względu na średnią sprzedaż „Rebirth”.

## Teledysk
Teledysk do „Hold You Down” został nakręcony przez Diane Martel w Bronksie, w Nowym Jorku. Lopez jest pokazana śpiewając na szczycie budynku i w jego hallu, a Fat Joe rapuje na ulicy. Teledysk zdobył 5. pozycję na „MTV Total Request Live”.

## Lista utworów i formaty
U.S. CD maxi single
1. „Hold You Down” (Radio Edit feat. Fat Joe) – 3:36
2. „Hold You Down” (Cory Rooney Spring Mix feat. Fat Joe) – 4:51
3. „Hold You Down” (Eliel Mix feat. Don Omar) – 4:02
4. „Hold You Down” (SPK and DJ Lobo Remix feat. Don Omar) – 3:59
5. „Get Right” (Hip Hop Remix fea. Fabolous) – 3:49
6. „Hold You Down” (Video)

U.S. 12” single
1. „Hold You Down” (Cory Rooney Spring Mix feat. Fat Joe) – 4:51
2. „Hold You Down” (Cory Rooney Spring Instrumental) – 4:51
3. „Hold You Down” (Eliel Mix feat. Don Omar) – 4:02
4. „Hold You Down” (SPK and DJ Lobo Remix) – 3:59
5. „Hold You Down” (Eliel Mix Instrumental) – 4:02
6. „Hold You Down” (SPK and DJ Lobo Instrumental Remix) – 3:59

UK CD 1
1. „Hold You Down” (Radio Edit feat. Fat Joe) – 3:55
2. „Hold You Down” (Cory Rooney Spring Mix feat. Fat Joe) – 4:51

UK CD 2
1. „Hold You Down” (Album Version feat. Fat Joe) – 4:36
2. „Hold You Down” (Cory Rooney Spring Mix feat. Fat Joe) – 4:51
3. „Hold You Down” (Eliel Mix feat. Don Omar) – 4:02
4. „Hold You Down” (SPK and DJ Lobo Remix feat. Don Omar) – 3:59
5. „Get Right” (Hip Hop Remix feat. Fabolous) – 3:49
6. „Hold You Down” (Video)

UK 12” single
1. „Hold You Down” (Cory Rooney Spring Mix feat. Fat Joe) – 4:51
2. „Hold You Down” (Cory Rooney Spring Instrumental) – 4:51
3. „Hold You Down” (Album Version) – 4:36
4. „Hold You Down” (Eliel Mix feat. Don Omar) – 4:02
5. „Hold You Down” (SPK and DJ Lobo Remix) – 3:59
6. „Hold You Down” (Eliel Mix Instrumental) – 4:02

## Pozycje na listach przebojów
| Lista (2005)                           | Najwyższa pozycja |
| -------------------------------------- | ----------------- |
| Australian ARIA Singles Chart          | 17                |
| Belgian Ultratop 50 Singles (Flandria) | 44                |
| Dutch Top 40                           | 38                |
| European Hot 100 Singles               | 24                |
| German Singles Chart                   | 44                |
| Irish Singles Chart                    | 15                |
| Italian (FIMI) Singles Chart           | 22                |
| New Zealand (RIANZ) Singles Chart      | 14                |

| Lista (2005)                                      | Najwyższa pozycja |
| ------------------------------------------------- | ----------------- |
| Romanian Top 100                                  | 14                |
| Spanish Singles Chart                             | 12                |
| Swiss Singles Chart                               | 44                |
| UK Singles Chart                                  | 6                 |
| U.S. Billboard Hot 100                            | 64                |
| U.S. Billboard Bubbling Under R&B/Hip-Hop Singles | 4                 |
| U.S. Billboard Pop 100                            | 38                |